# Walter Kuschel
Walter Kuschel (* 30. August 1902 in Lüdenscheid; † 1981 in Skiathos) war ein deutscher Architekt und Schüler der Postbauschule.

## Leben
Walter Kuschel wurde 1902 als ältester Sohn des Augenarztes Joseph Paul Kuschel in Lüdenscheid geboren.
Nach 2 Semestern Maschinenbaustudium in Breslau studierte er Architektur an der Technischen Hochschule München bei Theodor Fischer und German Bestelmeyer. Nach dem Studium Baureferendar an der Oberpostdirektion Bamberg (Bayerische Postbauschule).
Architekturbüro in Coburg mit Georg Rosenauer.
1939–1945 Leitung des Heeresbauamts Munster.
Ab ca. 1949 selbständiger Architekt in Hagen.

## Bauten und Entwürfe
- 1929: Männergenesungsheim Marquartstein mit Fritz Lösch und Georg Rosenauer, 4. Preis im Wettbewerb, zum Ankauf empfohlen[2]
- 1933/1934: Dienstwohnhaus der Postverwaltung, später Telegrafenamt in Coburg, Neustadter Straße 18 (als Mitarbeiter der bayerischen Postbauverwaltung, mit Robert Simm und Georg Rosenauer; unter Denkmalschutz).[3]
- 1951: evang. Gnadenkirche in Bottrop-Eigen mit Adolf Schulz[4]
- 1954: evang. Lutherkirche in Röhlinghausen[5]
- 1955: evang. Zionskirche in Herne[6]
- 1957: evang. Friedenskirche in Witten-Annen[7]
- 1957: evang. Kreuzkapelle in Freienohl[8]
- 1960: evang. Christuskirche in Wickede (Ruhr)[9]
- 1963: Neubau St.-Jacobus-Realschule Breckerfeld[10]
- 1964: evang. Johanneskirche in Soest[11]
- 1965: evang. Erlöserkirche in Arnsberg
- 1966: evang. Kindergarten Hagen-Kuhlerkamp[12]